# Herviella yatsui
Herviella yatsui is een slakkensoort uit de familie van de Facelinidae. De wetenschappelijke naam van de soort is voor het eerst geldig gepubliceerd in 1930 door Baba.